# Basil Iwanyk
Basil William Iwanyk, född 4 januari 1970 i Teaneck i New Jersey, är en amerikansk filmproducent. Han är grundaren av Thunder Road Films, och är mest känd för filmerna Sicario, The Town, Greenland och filmerna i John Wick-serien. Hans filmer har tjänat mer än 2 miljarder dollar internationellt, detta enligt 2018 års uppskattning. Han är av ukrainsk härkomst.

## Biografi
Iwanyk växte upp i New Jersey. Han arbetade för Warner Bros. på 1990-talet, innan han grundade sitt eget bolag Thunder Road år 2000. Han var senare med i produktionsteamet för filmerna Sicario och Wind River, som båda skrevs av Taylor Sheridan, som också regisserade Wind River som senare blev show-runner i TV-programmet Yellowstone. Iwanyk är producent för alla fem filmer i John Wick-serien.

## Filmografi (i urval)

### Filmer

#### Producent
- 2002 – K-19: The Widowmaker
- 2004 – En president i stan
- 2006 – Firewall
- 2006 – We Are Marshall
- 2008 – Lost Boys: The Tribe
- 2009 – Brooklyn's Finest
- 2010 – Clash of the Titans
- 2010 – The Town
- 2010 – Lost Boys: The Thirst
- 2012 – Wrath of the Titans
- 2014 – John Wick
- 2015 – Seventh Son
- 2015 – Sicario
- 2016 – Gods of Egypt
- 2017 – John Wick: Chapter 2
- 2017 – Wind River
- 2017 – The Current War
- 2017 – 24 Hours to Live
- 2018 – Sicario 2: Soldado
- 2018 – Hotel Mumbai
- 2018 – A Private War
- 2019 – John Wick: Chapter 3 – Parabellum
- 2019 – Tre sekunder
- 2020 – Bruised
- 2020 – Greenland
- 2021 – Voyagers
- 2022 – The Contractor
- 2022 – Black Site
- 2023 – Love Again
- 2023 – John Wick: Chapter 4
- 2023 – Kandahar
- 2023 – Silent Night
- 2024 – Red Right Hand
- 2024 – Monkey Man
- 2024 – Breathe
- 2024 – Trigger Warning
- 2025 – From the World of John Wick: Ballerina

#### Exekutiv producent
- 2003 – Basic – Farligt uppdrag
- 2004 – If Only
- 2004 – Mindhunters
- 2004 – Laws of Attraction
- 2010 – The Expendables
- 2012 – The Expendables 2
- 2014 – The Expendables 3
- 2018 – A Star Is Born
- 2018 – Robin Hood

#### Övriga krediter
- 2003 – Masked and Anonymous (produktionsledare)

### TV-serier

#### Exekutiv producent
- 2023 – The Continental: From the World of John Wick (TV-serie)